# Samu Laine
Samu Laine (* 9. November 1974 in Lieto) ist ein ehemaliger finnischer Radrennfahrer und nationaler Meister im Radsport.

## Sportliche Laufbahn
Laine war als Bahnradsportler aktiv. 1997 gewann er die nationale Meisterschaft im 1000-Meter-Zeitfahren. Den Titel konnte er bis 2000 verteidigen und 2002 sowie 2003 erneut erringen. Bei den Meisterschaften im Bahnradsport der Nordischen Länder kam 1997 der Titel im Zeitfahren dazu. 1996 war er in diesem Wettbewerb Zweiter hinter Henrik Hammel geworden. Im Punktefahren gewann Laine den nationalen Titel von 1998 bis 2003. Die Meisterschaft im Keirin gewann er 2001. Laine nahm mehrfach an den UCI-Bahn-Weltmeisterschaften teil.